# Wapen van de Canarische Eilanden
Het wapen van de Canarische Eilanden werd in 1982 aangenomen als het wapen van de Spaanse autonome regio Canarische Eilanden. Het uitgebreide wapen komt terug op de vlag van de eilandregio.
Het wapen komt ook terug op wapens van andere overheidsinstanties die op de eilanden zijn gevestigd, waaronder dat van verschillende legeronderdelen.

## Geschiedenis
De eilanden werden in 1496 volledig bezet door De Katholieke Koningen, maar kregen pas in 1549 voor het eerst een officieus wapen toebedeeld door de auteur van het boek Genealogische en heraldische geschiedenis van de keizers, koningen en edelen van Europa, Hans Tirol. Tirol heeft het wapen zelf bedacht, zodat alle koninkrijken van De Katholieke Koningen een wapen zouden voeren. In het boek staan twee versies, die beide nooit officieel toegekend zijn. In een manuscript van voor 1580 staat wederom een schild voor het koninkrijk Canaria afgebeeld dat nooit officieel is toegekend. Een verschil is nu echter, dat er wel elementen uit dit wapen in het latere officiële wapen zullen verschijnen. Voor het eerst staat er op het schild een hond, verwijzend naar de Latijnse naam Canariae Insulae
Een eerste versie vergelijkbaar met het huidige wapen kwam halverwege de 17e eeuw, aan het einde van de regeerperiode van Filips IV. Dit wapen toonde voor het eerst een blauw schild met zeven eilanden (staand 3-3-1). Onder in de schildvoet stond in gouden letters de tekst OCEANI. In 1765 werd een iets andere versie gemaakt. Dat jaar werd er een kaart (Plan de las Afortunadas Islas del Reyno de Canarias) geïllustreerd met een wapen dat wel de zeven eilanden toonde, maar nu niet in rijen van 3 maar in rijen van 2 met in de schildvoet een eiland. Ditmaal werd ook de kleur van de eilanden aangegeven, ze waren zilverkleurig. Ook was het wapen voorzien van een witte dwarsbalk in het schildhoofd, om aan te geven dat het een feodaal koninkrijk was. Volgens de tekst zou ook in het schildhoofd ook in gouden letters de tekst Occeano staan, volgens de tekening stond het woord echter in een boog boven de kroon op het schild. Dit wapen werd beschreven op de kaart zoals Miguel de Salazar y Mendoza dat had gedaan, Salazar was onder andere kroniekschrijver van Filips IV. Of hij echt de ontwerper is, of de tekst alleen heeft overgenomen van iemand anders, is niet bekend.
In 1762 werd een kaart door Francisco Javier Machado Fiesco gepubliceerd met een sterk gelijkend wapen als dat door Salazar werd beschreven. In plaats van plattegronden worden de eilanden getoond zoals men ze ziet vanaf het water. Het motto (Oceano) staat nu ook daadwerkelijk in het schildhoofd. Dámaso de Quezada y Chaves, een geestelijke geboren in Tenerife en wonend in Rome, beschreef tussen 1770 en 1784 het wapen in het manuscript Canaria Ilustrada y Puente Americhano als volgt: als koninkrijk, werd het een wapen van zeven eilanden op een ondergrond van blauwe golven toegekend; bovenin een zilveren dwarsbalk en een gouden kroon omgeven door 6 gouden letters OCEANO. Het wapen leek hiermee op het wapen uit 1765.
In 1772 verscheen voor het eerst een wapen met alle elementen uit het huidige. De gravure stond in het werk Noticias de la Historia General de las Islas de Canaria van José de Viera y Clavijo. Het motto staat nu ook op een lint, niet in een dwarsbalk in het schildhoofd. De beschrijving echter was zoals de voorgaande, met in het schildhoofd het motto. In 1785 verscheen er een ingekleurd wapen, van de hand van de Franse consul Emmanuel D'Hermandad, waarop het schild niet blauw is en de schildhouders ontbreken.
In 1786 verscheen er een variant op het wapen bij het Real Consulado de Mar y Tierra de Canarias (Koninklijk Consulaat van de Zee en het Land van de Canaries) dit instituut werd opgericht om de economie en de handelsrelaties van de eilanden te verbeteren. Het instituut gebruikte een variant op het wapen van de eilanden als logo. Het bestond uit een rond schild met daarop de eilanden in een cirkel om een gewoon schild. Het gewone schild toonde het wapen van Castilië en Léon. Totdat de eilanden autonomie kregen, was dit embleem het enige dat ooit officieel het wapen van de eilanden vertoonde.
Gedurende de 19e eeuw werd het wapen toegepast op een aantal gebouwen, waaronder het voormalige ziekenhuis Hospital de San Carlos in Santa Cruz de Tenerife. Bij toekenning van de autonome status werd het wapen ook officieel erkend. Sinds de autonome status is het wapen een aantal keer aangepast. In 2005 is de weergave van het wapen vereenvoudigd en sindsdien zijn de specifieke kleuren ook vastgesteld.

## Blazoenering
De blazoenering van het wapen luidt als volgt:
En campo de azur trae siete islas de plata bien ordenadas, dos, dos, dos y una esta última en punta. Como timbre una corona real de oro, surmontada de una cinta de plata con el lema «Océano» de sable y como soportes dos canes en su color encollarados.

Van azuur zeven eilanden van zilver, staande twee, twee, twee en een in de punt. Gedekt met een gouden koninklijke kroon waarboven een zilveren lint met in sabel Océano als schildhouders twee honden in hun natuurlijke kleur.
Hierbij is het wapenschild blauw van kleur met daarop zeven van de eilanden. De eilanden zijn wit gekleurd. De kroon op het schild is goud van kleur en gevormd als een Spaanse koninklijke kroon. Op het zilveren lint boven de kroon staat in zwarte letters oceaan. De schildhouders zijn twee bruine honden met blauwe halsbanden.

## Symboliek
Op het schild staan de zeven grote eilanden afgebeeld. Het schild wordt vastgehouden door twee honden, als verwijzing naar de Latijnse naam voor de eilanden: Insula Canaria, wat Eiland van de Honden betekent. De halsbanden hebben bij een aantal partijen ook geleid tot bezwaren, omdat zij die als symbool voor onderwerping zagen. Bij een stemming om de halsbanden te verwijderen, werd het verzoek afgewezen. In 2005 is besloten om de honden wel overal van officiële documenten en gebouwen te verwijderen. Het wapen en de vlag zijn echter ongewijzigd gebleven.